# Via Danubia
Via Danubia ist die Bezeichnung eines Radfernweges in Bayern entlang der Donau. Die Via Danubia zwischen Bad Gögging und Passau existiert seit dem 20. Mai 2001. 2006 wurde ein neuer Teilabschnitt der Route zwischen Günzburg und Oberndorf am Lech eröffnet. Die Via Danubia ist als Flussradroute ein Teil des länderübergreifenden Donauradweges.

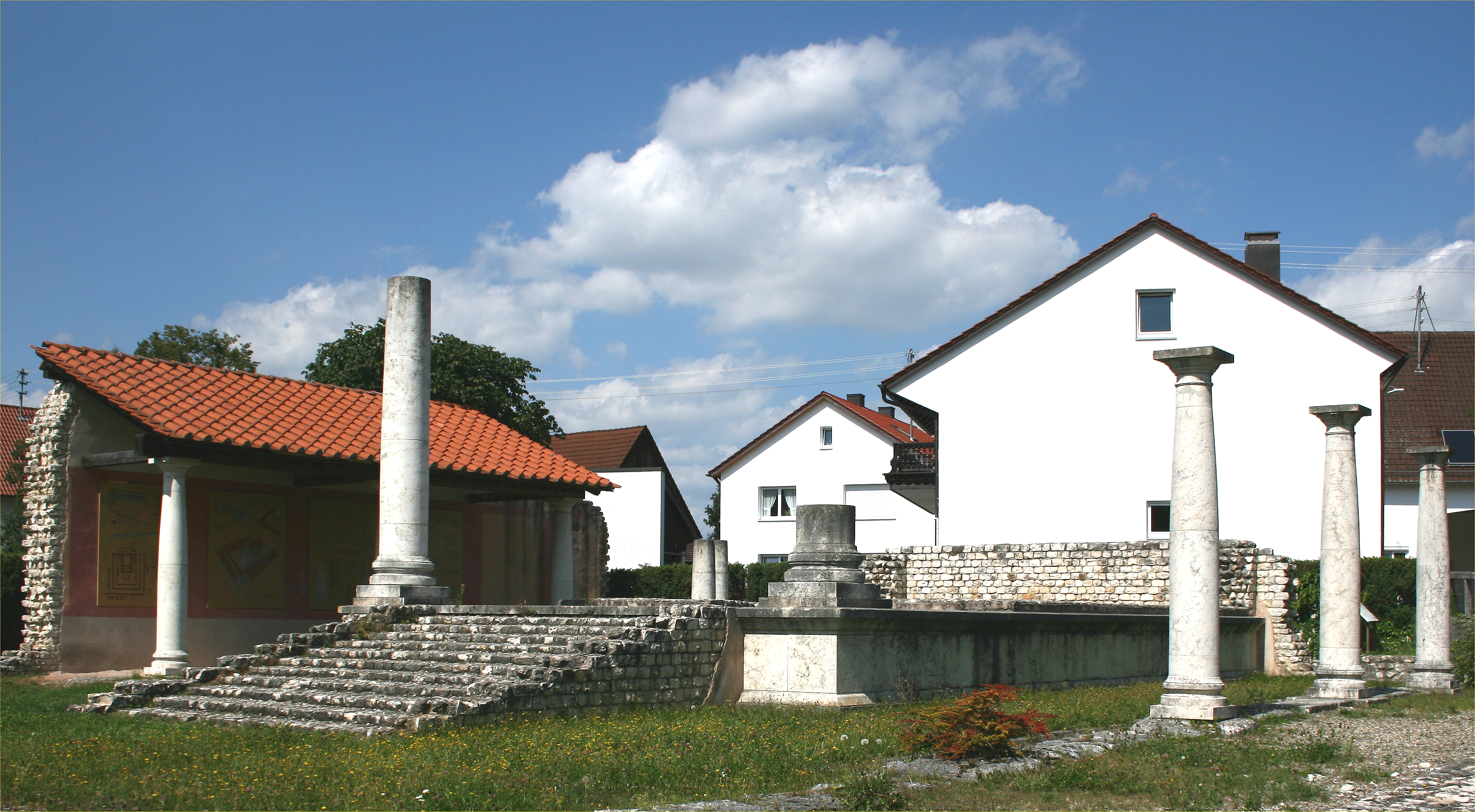
Der rekonstruierte römische Tempel in Faimingen, einer wichtigen Station an der Via Danubia mit Wurzeln in die Römerzeit.

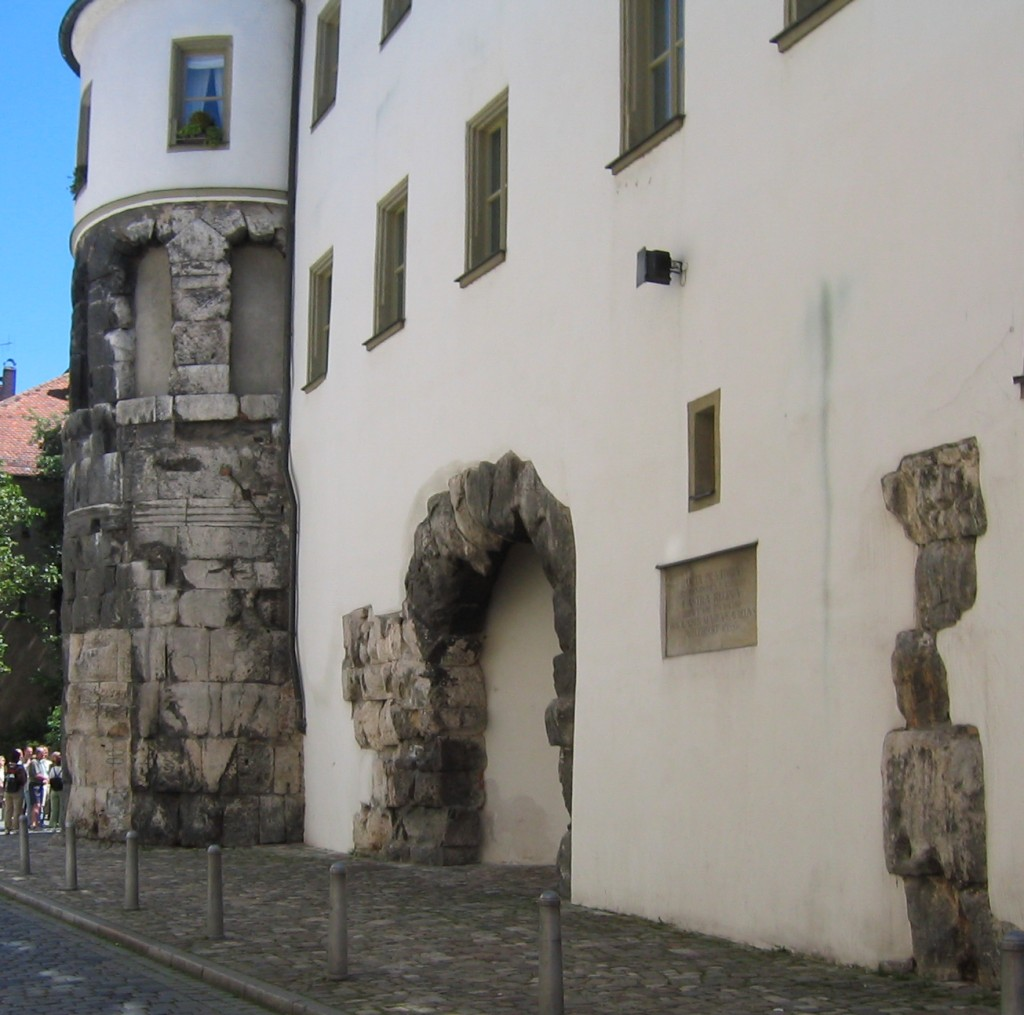
Ein römisches Tor in Regensburg, die Porta praetoria, die der Via Danubia ein antikes Flair verleiht.

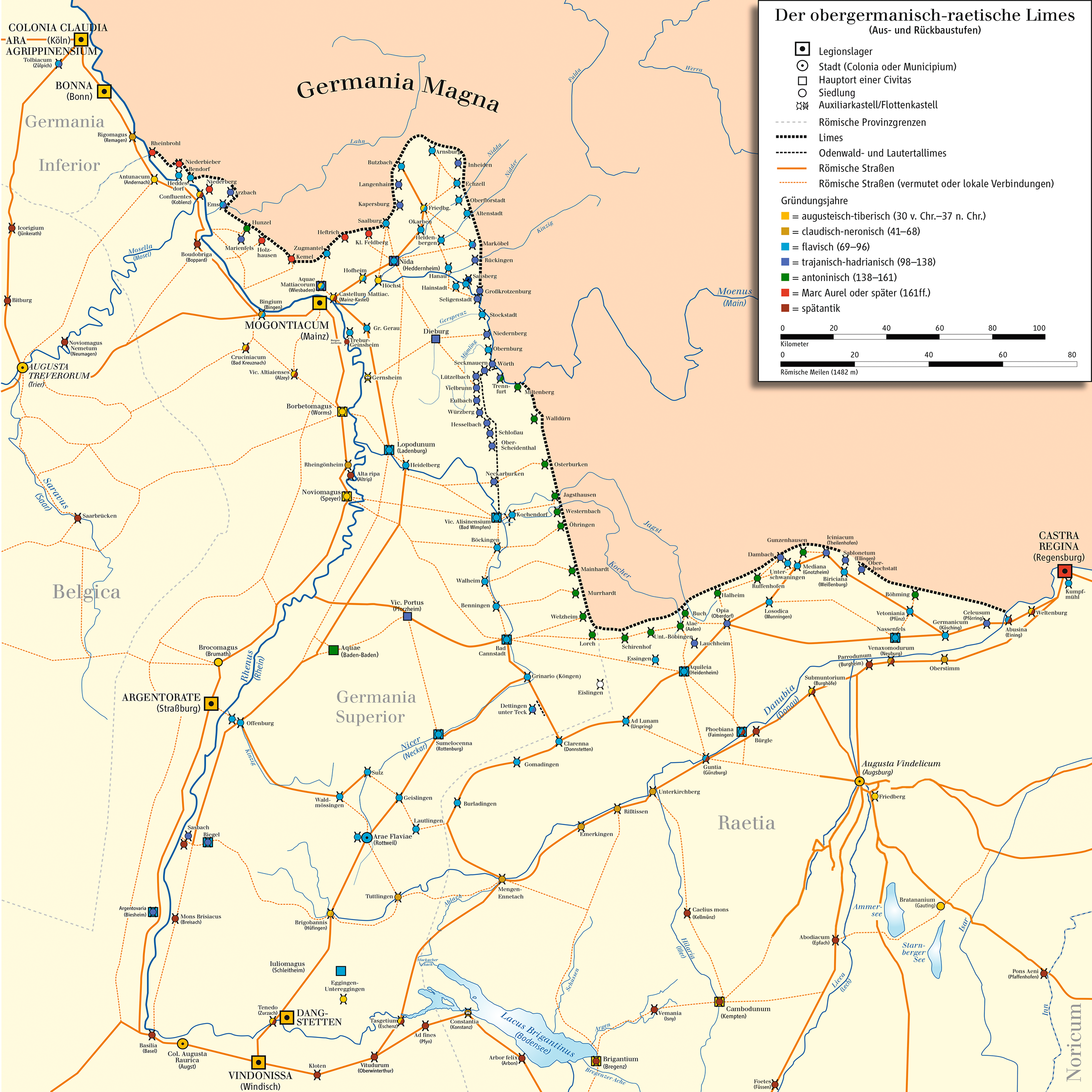
Der Kartenausschnitt zeigt, wie die Via Danubia und der Obergermanisch-Raetische Limes zusammenhängen.
Die Via Danubia (entlang der Donau) und der Limes (nördlich davon) verlaufen ein weites Stück mehr oder weniger parallel. Kurz vor Regensburg treffen sie aufeinander und werden nahezu identisch.

## Spuren der Römer entlang den Routen
Die lateinische Bezeichnung Via Danubia erinnert an die römische Geschichte und Kultur, deren Zeugnisse unterwegs immer wieder auftauchen (von lat. via – „Weg“; Danubius – „Donau“, nach der männlichen Flussgottheit Danuvius). Entlang des Weges informieren Schautafeln über historische Begebenheiten:

### Zwischen Günzburg und Oberndorf
- Günzburg – römisches Militärlager Guntia
- Offingen – liegt an der römischen Donausüdstraße
- Gundelfingen – römischer Meilenstein in der Stadtpfarrkirche
- Faimingen – Freilichtmuseum um den Apollo-Grannus-Tempel als "Highlight" der Route
- Gundremmingen – Römerlager, sogenanntes Bürgle
- Aislingen – römisches Kastell
- Holzheim-Ellerbach – römisches Gräberfeld
- Wertingen-Roggden – römisches Gräberfeld
- Buttenwiesen – römischer Aussichtspunkt auf dem Thürlesberg
- Burghöfe (Mertingen) – römisches Kastell, Endpunkt der Via Claudia Augusta
- Oberndorf – Spuren römischer Besiedlung

### Zwischen Bad Gögging und Passau
- Bad Gögging – Römisches Badewesen in Bad Gögging
- Eining – Römisches Militärwesen in Eining
- Regensburg – Castra Regina, das römische Regensburg
- Donaustauf – Römischer Weinbau an der Donau
- Rinkam – Via als Fernhandelsstraße
- Tiergarten Straubing – Geschichte der Stadt Straubing bis 1218
- Straubing St. Peter – Römische Geschichte der Stadt Straubing
- Aiterhofen – Römische Gutshöfe – villae rusticae
- Wischlburg – Frühmittelalterliche "Römerschanze" Wischlburg
- Steinkirchen – Römerkastell Steinkirchen
- Natternberg – Vorgeschichtliche Höhensiedlung und Burganlage Natternberg
- Moos-Burgstall – Römisches Kastell mit Zivilsiedlung Moos-Burgstall
- Haardorf – Frührömische Militärstation Haardorf
- Thundorf – Archäologie der Gemeinde Künzing, Museum Quintana in Künzing, Ziegelmuseum in Flintsbach,
- Vilshofen an der Donau Straßen- und Brückenbau bei den Römern
- Windorf – Der Donaulimes zwischen Künzing und Passau
- Passau – Römische Geschichte der Stadt Passau

## Verlauf der Via Danubia zwischen Bad Gögging und Passau
1. Bad Gögging bis Regensburg 52 km
2. Regensburg bis Straubing 56 km
3. Straubing bis Plattling 46 km
4. Plattling bis Passau 62 km

## Anschlussmöglichkeiten
- Der Isar-Radweg kommt in Deggendorf mit der Via Danubia zusammen.
- Der Innradweg und der Tauernradweg verbinden sich in Passau mit der Via Danubia.
- Der Deutsche Limes-Radweg, der bei Kelheim auf die Via Danubia trifft, kann auch thematisch eine Fortführung sein; er greift gleichfalls das römische Erbe auf.
- Der ebenfalls römisch inspirierte Radweg Via Claudia Augusta trifft in Mertingen auf die Via Danubia.
- Der Donauradweg in Baden-Württemberg, der von der Donauquelle nach Bayern führt, ist der Zubringer von Westen.
- Der Donauradweg, der bei Passau in östliche Richtung nach Österreich und weiter zum Donaudelta führt, ist flussabwärts die Fortsetzung der Via Danubia.

## Karten
- Bayernnetz für Radler, Radnetzkarte im Maßstab 1:625.000 auf der Grundlage der Übersichtskarte Bayern 1:500.000, hrsg. vom Bayerischen Staatsministerium des Innern, Ministerium für Wirtschaft, Infrastruktur, Verkehr und Technologie, München 2005, ISBN 3-910088-95-3